# Mallo

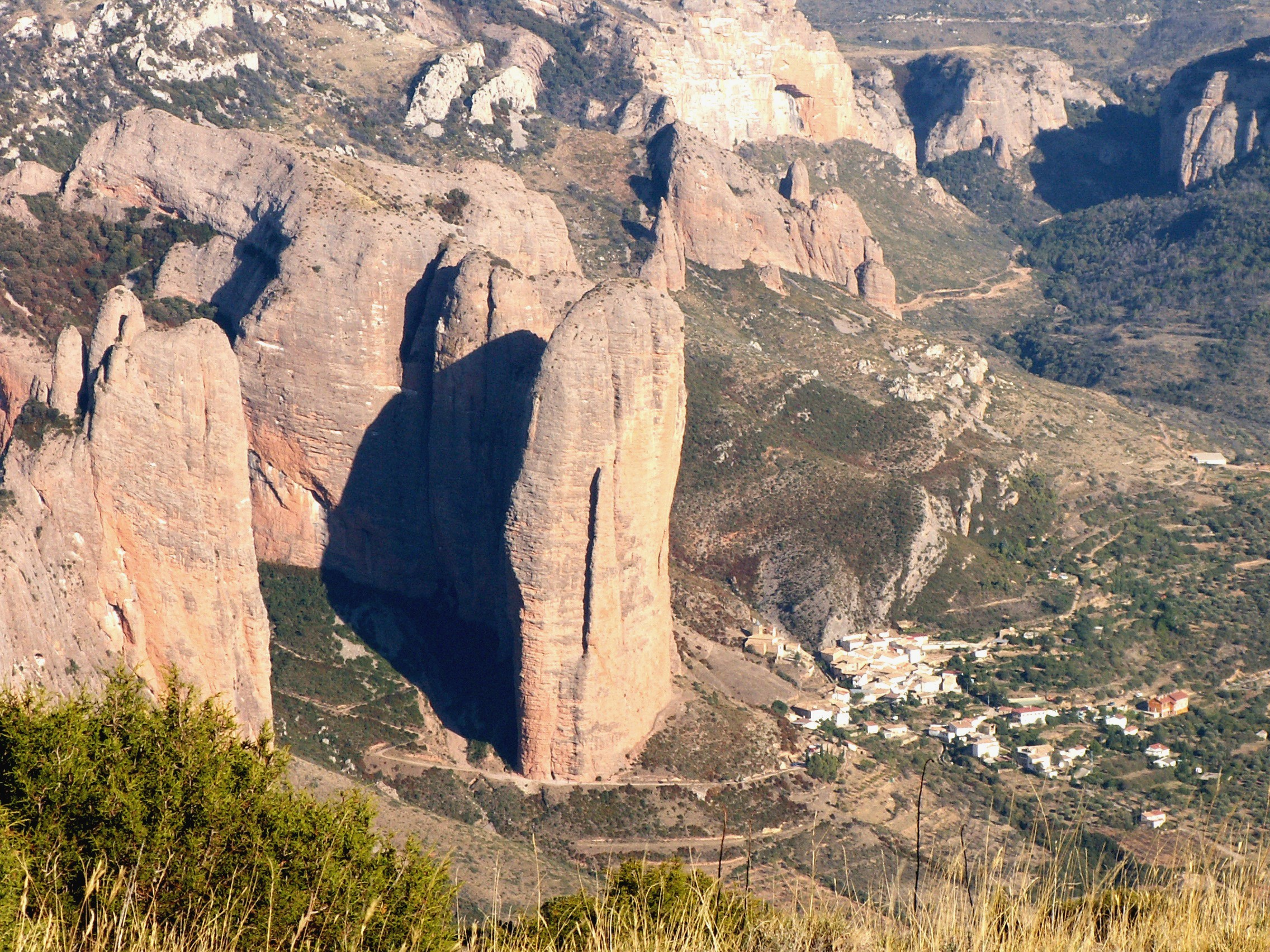
Vista aérea de los mallos de Riglos, mallos característicos del Prepirineo Oscense, en el municipio de Las Peñas de Riglos.

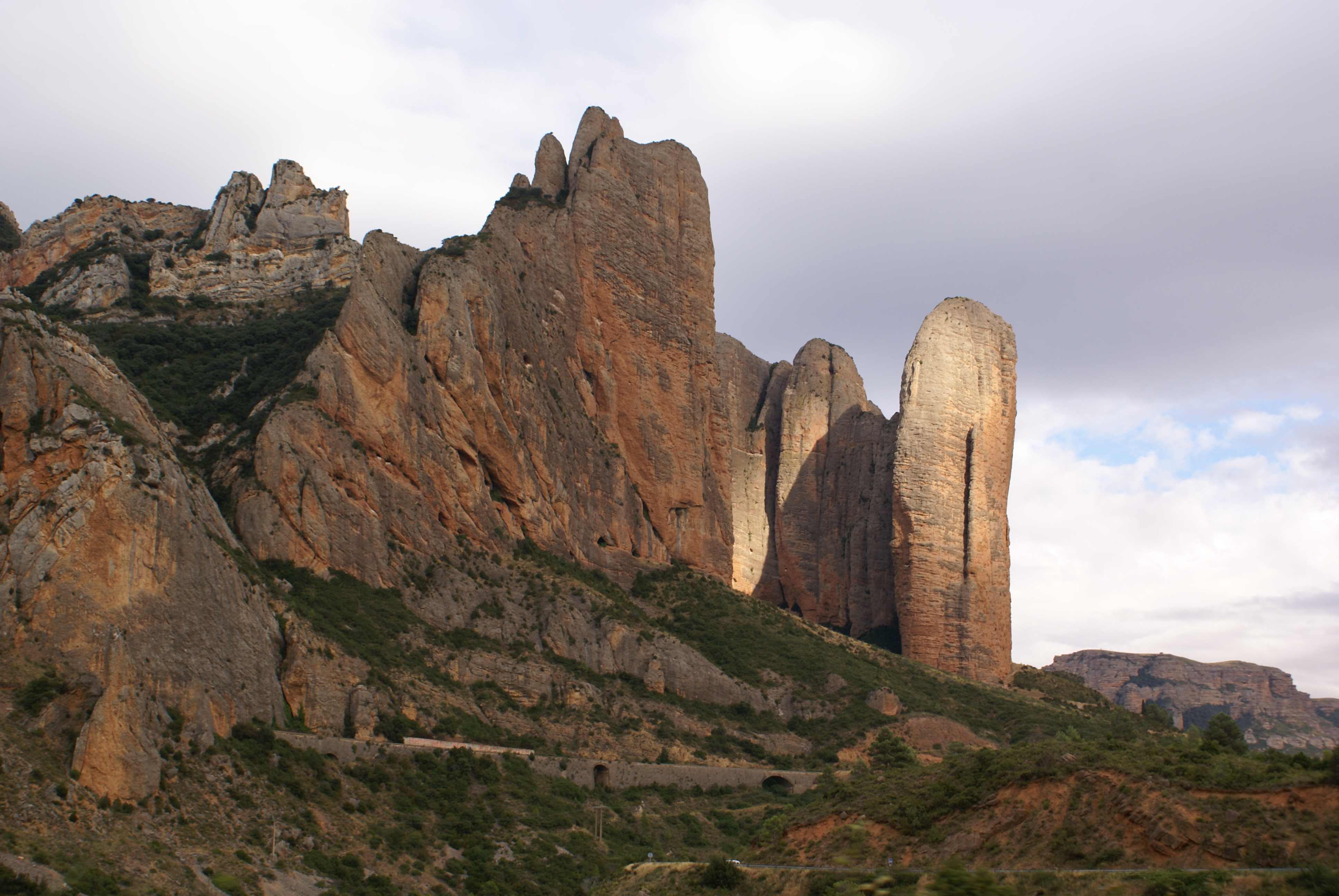
Otra vista de los mismos mallos de Riglos.

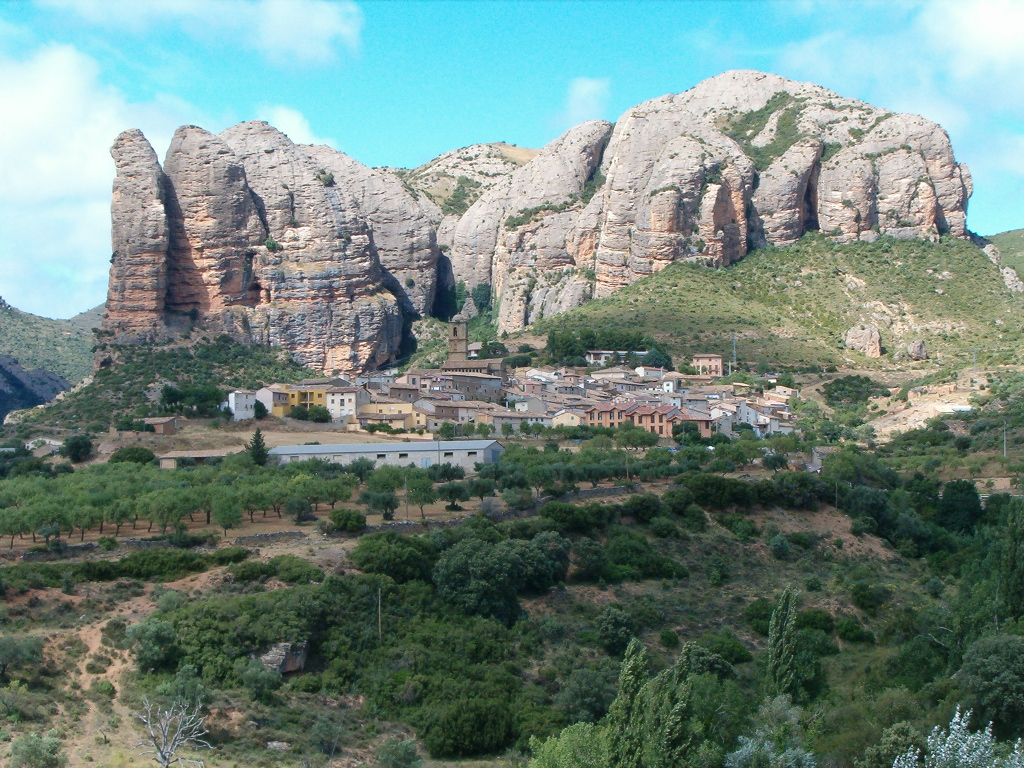
Mallos de Agüero, en el municipio de Agüero, también en el Prepirineo Oscense.

Un mallo (término aragonés ampliamente utilizado en español) es una formación geológica vertical que está o aparenta estar exenta. Son característicos del valle del Ebro y del resto del Pirineo.
Los del valle del Ebro suelen ser grandes farallones, pináculos y agujas de conglomerado rocoso formado por cantos de tamaño medio envueltos en arcilla, arena y cementados con material calcáreo, sedimentos detríticos correspondientes a los aluviones depositados por los afluentes del río que bajaban desde los Pirineos hacia la depresión central del Ebro a partir del periodo Eoceno y durante casi todo el Mioceno. Tras ser moldeados por la erosión,  estos depósitos aparecen como promontorios residuales adosados a las laderas plegadas y más antiguas de la sierra. Con el tiempo, estos escarpes evolucionan por la acción combinada del agua, el hielo, el viento y el sol hacia pináculos con zonas superiores redondeadas.
En el Pirineo suelen estar compuestos de materiales conglomeráticos duros, litificados, que han quedado expuestos por la erosión del material blando o roto que los rodea, como en el caso del Mallo d'Acherito, en la Val d'Oza, o el Tozal d'o Mallo, en la Ordesa. 
Este tipo de formación es frecuente en todas las sierras del Prepirineo, marcando de manera precisa el límite entre estas y el Somontano con unos 200 m de desnivel en sus paredes verticales o incluso extraplomadas; siendo los mallos más conocidos los cercanos a Riglos, por su gran espectacularidad y por su uso para la escalada deportiva. Otra zona con importante presencia de formaciones de tipo mallo es la de Agüero: la zona de los mallos de Agüero, junto con la discordancia del barranco de la Rabosera, ha sido declarada «punto de interés geológico» (P. I. G.) en Aragón.

## Etimología y significado del nombre
La etimología más probable de la palabra «mallo» es su derivación desde el latín malleus (‘mazo’), por alguna similitud en la forma y proporción de esta geomorfología con mallos o mayales, utilizados para la trilla. Hay términos cognados en malh en gascón, mall en catalán y mallo en euskera.
También es posible la influencia de la palabra prerromana molh (en albanés «montaña» es mal, en gascón malh). La misma raíz mal- o mala se emplea en topónimos pirenaicos como Maladeta, Bachimala o Vignemale.